# 국제 평화국

국제 평화국 로고

국제 평화국(國際 平和局, 영어: International Peace Bureau, 프랑스어: Bureau international de la paix, IPB)은 1891년 11월 13일 로마에서 설립된 세계에서 가장 오래된 국제 평화 기구로, 본부는 베를린에 있다. 1910년에 노벨 평화상을 수상했다.
제네바에 본부를 두고 전세계 2백만 명의 회원을 가진 ＩＰＢ는 주로 식민지독립·평화운동에 관한 활동을 하고 있는데, 특히 정부간 조직과 비정부간 조직의 교량역할을 담당하여 성가를 높이고 있다. 이미 공로를 인정받아 1910년 노벨평화상을 수상하였으며, 1981년 4월 브뤼셀 NATO 본부 앞에서 일어났던 반핵·평화시위도 IPB가 주도한 것이었다.

## 숀 맥브라이드 평화상
1992년 제정된 숀 맥브라이드 평화상(Seán MacBride Peace Prize)은 국제평화국이 "평화, 군축 및 인권을 위해 뛰어난 공헌을 한" 개인이나 조직에게 수여하는 상이다. 이 이름은 1968년부터 1974년까지 IPB 의장, 1974년부터 1985년까지 회장을 역임한 노벨 평화상 수상자 숀 맥브라이드의 이름을 따서 명명되었다.

## 같이 보기
- 알라망성
- 프레드리크 바예르
- 엘리 뒤코묑
- 샤를 알베르 고바
- 앙리 라퐁텐
- 베르타 폰 주트너